# Jintara Seangdee
Jintara Seangdee (thailändisch จินตหรา แสงดี; * 18. Mai 1990) ist eine ehemalige thailändische Leichtathletin, die sich auf den Sprint spezialisiert hat.

## Sportliche Laufbahn
Erste Erfahrungen bei internationalen Wettkämpfen sammelte Jintara Seangdee im Jahr 2008, als sie bei den Juniorenasienmeisterschaften in Jakarta in 11,75 s die Goldmedaille im 100-Meter-Lauf gewann und auch über 200 Meter in 24,10 s siegte. Zudem sicherte sie sich in 45,95 s auch mit der thailändischen 4-mal-100-Meter-Staffel die Goldmedaille. Anschließend schied sie bei den Juniorenweltmeisterschaften in Jakarta mit 12,03 s in der ersten Runde über 100 Meter aus und verpasste mit der Staffel mit 45,99 s den Finaleinzug. Im Jahr darauf startete sie mit der Staffel bei den Weltmeisterschaften in Berlin, schied dort allerdings mit 44,59 s im Vorlauf aus. Zudem belegte sie bei der Sommer-Universiade in Belgrad mit 44,47 s den vierten Platz. Anschließend belegte sie bei den Asienmeisterschaften in Guangzhou in 11,95 s den siebten Platz über 100 Meter und gewann in 44,95 s gemeinsam mit Sangwan Jaksunin, Jutamass Tawoncharoen und Nongnuch Sanrat die Silbermedaille mit der Staffel hinter dem Team aus Japan. Daraufhin siegte sie mit der Staffel in 44,54 s bei den Südostasienspielen in Vientiane. 2011 gelangte sie bei den Studentenweltspielen in Shenzhen mit 44,13 s auf den fünften Platz mit der 4-mal-100-Meter-Staffel und 2013 gewann sie bei den Asienmeisterschaften in Pune in 44,44 s gemeinsam mit Sangwan Jaksunin, Tassaporn Wannakit und Orranut Klomdee die Bronzemedaille hinter den Teams aus der Volksrepublik China und Japan. Im Dezember 2015 bestritt sie ihren letzten offiziellen Wettkampf und beendete dann ihre aktive sportliche Karriere im Alter von 25 Jahren.

## Bestleistungen
- 100 Meter: 11,54 s (+1,8 m/s), 23. März 2008 in Ubon Ratchathani
- 200 Meter: 23,97 s (+0,5 m/s), 24. März 2008 in Ubon Ratchathani